# Nuoto in acque libere ai campionati mondiali di nuoto 2011 - 10 km femminili
La gara dei 10 km in acque libere femminile ai campionati mondiali di nuoto 2011 si è svolta la mattina del 19 luglio 2011 nel mare di fronte a Jinshan City Beach, la spiaggia del distretto di Jinshan, di Shanghai, in Cina, e vi hanno partecipato 56 atlete.

## Medaglie
| Posizione | Atleta            | Paese         |
| --------- | ----------------- | ------------- |
|           | Keri-Anne Payne   | Gran Bretagna |
|           | Martina Grimaldi  | Italia        |
|           | Marianna Lymperta | Grecia        |

## Risultati
| Pos. | Atleta                      | Nazionalità   | Tempo       |
| ---- | --------------------------- | ------------- | ----------- |
|      | Keri-Anne Payne             | Gran Bretagna | 2:01:58.1   |
|      | Martina Grimaldi            | Italia        | 2:01:59.9   |
|      | Marianna Lymperta           | Grecia        | 2:02:01.8   |
| 4    | Melissa Gorman              | Australia     | 2:02:12.0   |
| 5    | Cecilia Biagioli            | Argentina     | 2:02:12.0   |
| 6    | Poliana Okimoto             | Brasile       | 2:02:13.6   |
| 7    | Jana Pechanová              | Rep. Ceca     | 2:02:13.8   |
| 8    | Angela Maurer               | Germania      | 2:02:15.1   |
| 9    | Swann Oberson               | Svizzera      | 2:02:16.4   |
| 10   | Erika Villaécija García     | Spagna        | 2:02:18.7   |
| 11   | Ana Marcela Cunha           | Brasile       | 2:02:22.2   |
| 12   | Fang Yanqiao                | Cina          | 2:02:24.6   |
| 13   | Christine Jennings          | Stati Uniti   | 2:02:24.6   |
| 14   | Teja Zupan                  | Slovenia      | 2:02:24.7   |
| 15   | Olga Beresnyeva             | Ucraina       | 2:02:25.1   |
| 16   | Ophelie Aspord              | Francia       | 2:02:28.3   |
| 17   | Karla Sitic                 | Croazia       | 2:02:29.6   |
| 18   | Kalliopi Araouzou           | Grecia        | 2:02:31.3   |
| 19   | Andreína Pinto              | Venezuela     | 2:02:32.5   |
| 20   | Linsy Heister               | Paesi Bassi   | 2:02:33.6   |
| 21   | Cassandra Patten            | Gran Bretagna | 2:02:33.6   |
| 22   | Cara Baker                  | Nuova Zelanda | 2:02:34.0   |
| 23   | Margarita Dominguez Cabezas | Spagna        | 2:02:36.5   |
| 24   | Ekaterina Seliverstova      | Russia        | 2:03:18.4   |
| 25   | Alejandra Gonzalez Lara     | Messico       | 2:03:25.8   |
| 26   | Celia Barrot                | Francia       | 2:03:43.7   |
| 27   | Li Xue                      | Cina          | 2:04:39.9   |
| 28   | Anna Uvarova                | Russia        | 2:05:11.7   |
| 29   | Silvie Rybarova             | Rep. Ceca     | 2:05:30.5   |
| 30   | Eva Fabian                  | Stati Uniti   | 2:05:41.9   |
| 31   | Danielle de Francesco       | Australia     | 2:05:47.3   |
| 32   | Inha Kotsur                 | Azerbaigian   | 2:06:00.1   |
| 33   | Lizeth Rueda Santos         | Messico       | 2:06:52.1   |
| 34   | Nataly Caldas               | Ecuador       | 2:07:04.9   |
| 35   | Yumi Kida                   | Giappone      | 2:07:07.7   |
| 36   | Isabell Donath              | Germania      | 2:07:31.5   |
| 37   | Nika Kozamernik             | Slovenia      | 2:07:32.7   |
| 38   | Iris Matthey                | Svizzera      | 2:07:35.7   |
| 39   | Natalie du Toit             | Sudafrica     | 2:08:27.1   |
| 40   | Zsofi Balazs                | Canada        | 2:10:01.7   |
| 41   | Alona Berbasova             | Ucraina       | 2:11:05.2   |
| 42   | Ayano Koguchi               | Giappone      | 2:11:48.9   |
| 43   | Tang Wing Yung Natasha      | Hong Kong     | 2:12:00.6   |
| 44   | Nadine Williams             | Canada        | 2:13:35.5   |
| 45   | Jessica Roux                | Sudafrica     | 2:16:34.5   |
| 46   | Katia Barros                | Ecuador       | 2:16:45.7   |
| 47   | Chan Fiona On Yi            | Hong Kong     | 2:17:31.3   |
| 48   | Cindy Toscano               | Guatemala     | 2:19:43.1   |
| 49   | Laila El Basiouny           | Egitto        | 2:20:15.4   |
| 50   | Yessy Venisia Yosaputra     | Indonesia     | 2:20:43.2   |
|      | Yanel Pinto                 | Venezuela     | ritirata    |
|      | Giorgia Consiglio           | Italia        | ritirata    |
|      | Merna Mohamed               | Egitto        | ritirata    |
|      | Anastasija Židkova          | Azerbaigian   | ritirata    |
|      | Annisa Fabiola              | Indonesia     | ritirata    |
|      | Éva Risztov                 | Ungheria      | non partita |